# Turun Toverit
Turun Toverit (deutsch Turkuer Genossen/Kameraden; abgekürzt TuTo) ist ein finnischer Sportverein aus der südwestfinnischen Stadt Turku. Er wurde am 20. Oktober 1929 gegründet. Bekannt ist der Verein vor allem für seine Eishockeyabteilung, die unter dem Namen TuTo Hockey derzeit in der zweithöchsten Liga, der Mestis, spielt.

## Eishockey
Siehe auch TuTo Hockey
In den 1970er-Jahren spielten die beiden Stadtrivalen TPS und TuTo in der höchsten Liga. 1973 zogen beide Mannschaften in die Kupittaan jäähalli, in der TuTo mit kurzen Unterbrechungen noch heute spielt. TPS spielt seit 1990 in der deutlich größeren Turkuhalli.
Drei TuTo-Spieler waren schon bei Olympia im Einsatz: Urpo Ylönen 1964 und 1968, Karl Johansson 1968 und Seppo Lindström 1968 und 1972.

## Fußball
1947 wurde der Verein finnischer Vizemeister. Als Vertreter des Arbeitersportverbandes TUL nahm TuTo an der Endrunde um die Meisterschaft statt und musste sich in einem knappen Entscheidungsspiel Helsingfors IFK 2:3 geschlagen geben. Derzeit (Stand 2010) spielt der Verein in der finnischen dritten Liga.
1952 nahmen mit Olavi Laaksonen und Jorma Vaihela zwei TuTo-Spieler am olympischen Fußballturnier für Finnland teil. Weitere Nationalspieler die für TuTo spielten waren Tommy Lindholm, Turkka Sundbäck, Rainer Forss, Turkka Tamminen, Armas Niemi und Allan Möller.

## Leichtathletik
Aus dem Verein gingen einige erfolgreiche Leichtathleten hervor: So waren die zweifachen Olympiateilnehmer Voitto Hellstén und Pentti Rekola wie auch der Hürdenläufer Jussi Rintamäki Mitglieder der TuTo.

## Weitere Abteilungen
Neben Eishockey, Fußball und Leichtathletik bietet der Verein auch Ringen, Tischtennis, Basketball, Gymnastik, Volleyball und Bowling an.